# Goitom Kifle
Goitom Kifle (* 3. Dezember 1993) ist ein eritreischer Langstreckenläufer.

## Werdegang
Goitom Kifle gewann 2009 Bronze bei den Crosslauf-Weltmeisterschaften mit der Junioren-Mannschaft Eritreas und bei den Leichtathletik-Juniorenweltmeisterschaften über 3000 Meter.
Kifle startete bei den Leichtathletik-Weltmeisterschaften 2011 über 5000 Meter (31. Rang) und 2013 über 10.000 Meter (17. Rang). 2013 startete er auch bei den Crosslauf-Weltmeisterschaften.
2016 gewann er in Japan mit seiner Siegerzeit von 1:00:49 Stunden den Kagawa-Marugame-Halbmarathon.
Bei seiner ersten Olympiateilnahme 2016 belegte er im 10.000-Meter-Lauf von Rio de Janeiro den 24. Rang.
Im April 2024 gewann er den 22. Linz Donau-Marathon in Linz.